# Classification type des industries
Pour les articles homonymes, voir CTI.
Une classification type des industries (CTI) est un système de classification normalisé des activités et des produits économiques utilisé à des fins statistiques.  Au terme de nomenclature industrielle utilisé à l'origine, s'est substitué aujourd'hui celui de nomenclature ou classification des secteurs économiques couvrant mieux l'ensemble des usages actuels.

## Historique
En 1948, les Nations unies développent l'International Standard Industrial Classification. Cette classification internationale de référence des activités de production fournit un ensemble de catégories pouvant servir à l’établissement des statistiques sur les activités et les produits. La CITI a servi à élaborer diverses classifications nationales ou régionales comme le SCIAN pour l'Amérique du nord ou le code NACE au niveau européen. 
Puis les types de nomenclatures utilisées dans le secteur économiques se sont étendues à d'autres entités comme les secteurs, les professions ou les zones géographiques.

## Finalités, typologie et composition
Ces nomenclatures d’activités et de produits ont été élaborées principalement en vue de faciliter l’organisation de l’information économique et sociale. Leur finalité première est essentiellement statistique et vise à classer les unes par rapport aux autres, les différentes activités économiques. Les activités ne relevant pas de la sphère économique ne sont donc pas identifiées ni classées. L'utilisation de ces classifications générales, nationales ou internationale, n’exclut pas l’usage de nomenclatures plus spécialisées.
La finalité de ces classifications étant à l'origine essentiellement statistiques, leurs usages dans d'autres contextes restent délicats. En effet, le type d'unités pris en compte, la méthode de détermination de l'activité principale ainsi intégrée, les modalités d'agrégation entre activités, les principes de construction et de dénomination sont fortement liés à ces objectifs premiers. Des travaux de mise en correspondance (fusion, agrégation ou alignement) se sont développés entre nomenclatures de produits ou services, ou encore entre ces dernières et d'autres nomenclatures comme les nomenclatures douanières utilisées pour les échanges extérieurs pour former des nomenclatures combinées. Par exemple la nomenclature combinée pour l'Union européenne permet de désigner des biens et les marchandises de manière à satisfaire à la fois aux exigences statistiques du commerce extérieur de la Communauté et du tarif douanier commun.
Complémentairement à ces nomenclatures de produits ou d'activités de nature statistiques ou douanières, d'autres classifications sont utilisées dans les secteurs économiques : des nomenclatures des catégories juridiques des entreprises, des classifications plus orientées pour le secteur de la finance dont le Global Industry Classification Standard (GICS), ou des nomenclatures pour répertorier les professions et les catégories socioprofessionnelles ou les nomenclatures statistiques régionales (NUTS) au niveau européen.

## Nomenclatures de produits ou d'activités
La division Statistiques de l'ONU a établi un tableau par grandes zones géographiques et pays, de classifications nationales ou régionales. Cette liste est à compléter par les nomenclatures produites par les organisations intergouvernementales, dont l'ONU elle-même avec l'UNSPSC, la nomenclature normalisée des produits et services des Nations unies ou la Classification internationale type, par industrie, de toutes les branches d'activités économiques (CITI).

### Union européenne: la CPA
L'Union européenne a très tôt développé une politique de statistiques régionales harmonisées pilotée par une direction générale dédiée, Eurostat. Celle-ci a développé des outils méthodologiques spécifiques, dont des nomenclatures des activités et des produits afin de permettre la collecte, l'établissement et la diffusion de ces statistiques, dont la NACE pour les activités économiques et la classification statistique des produits associée aux activités ou CPA (Statistical Classification of Products by Activity, 2008) pour les produits. Ces nomenclatures sont périodiquement mises à jour, mais une révision très importante a été entamée en 2002 et adoptée en 2006 (NACE Rév.2, CPA 2008) influençant directement les nomenclatures nationales de chacun des pays de l'Union européenne.
Ces nomenclatures et définitions associées sont accessibles sur un serveur dédié de l'Union européenne.
Elles sont par exemple mises en œuvre dans tout le dispositif statistique de la France,.

### Amérique du Nord: le SCIAN
La Système de classification des industries de l'Amérique du Nord (SCIAN, en anglais North American Industry Classification System ou NAICS) a été développé en 1997 par les États-Unis (U.S. Economic Classification Policy Committee - ECPC), le Canada (Statistique Canada) et le Mexique (Instituto Nacional de Estadistica y Geografia) pour remplacer les systèmes nationaux de ces trois pays. Cette classification est sous l'autorité de l'OMB.

#### Canada
Le CTI canadien (SIC pour Standard Industrial Classification, en anglais) fut publié en 1948 et révisé en 1960, 1970 et 1980 suivant l’évolution de l’industrie (Statistique Canada, catalogue 12-501).
Le code variait de 1 à 4 chiffres selon le niveau de détail désiré : divisions industrielles pour le premier chiffre, groupes majeurs pour le second, groupes d’industries pour le troisième et industries pour le quatrième.
Le système a été remplacé en 1997 par un code à six chiffres, le SCIAN.

#### Exemple du SCIAN (2002)
Les grands secteurs industriels du (SCIAN) de 2002 actuellement utilisé par les trois pays de l'Amérique du nord :

11 Agriculture, foresterie, pêche et chasse 

21 Extraction minière et extraction de pétrole et de gaz 

22 Services Publics 

23 Construction 

31-33 Fabrication 

41 Commerce de gros 

44-45 Commerce de détail 

48-49 Transport et entreposage 

51 Industrie de l'information et industrie culturelle  

52 Finance et assurances 

53 Services immobiliers et services de location et de location a bail 

54 Services professionnels, scientifiques et techniques 

55 Gestion de sociétés et d'entreprises 

56 Services administratifs, services de soutien, services de gestion des déchets et services d'assainissement 

61 Services d'enseignement 

62 Soins de santé et assistance sociale 

71 Arts, spectacles et loisirs 

72 Hébergement et services de restauration 

81 Autres services, sauf les administrations publiques

91 Administrations publiques
Subdivisions
Après les deux premiers chiffres indiquant le secteur industriel, le troisième chiffre indique le sous-secteur, le quatrième, le groupe d'industrie, le cinquième, l'industrie particulière en cause.  Finalement, le sixième chiffre indique le pays.
Voici un exemple de cette classification pour un domaine précis de l'agriculture :
11 Agriculture, foresterie, pêche et chasse  

111 Cultures agricoles  

1111 Culture de plantes oléagineuses et de céréales  

11111 Culture du soja  

111110 Culture du soja  

11112 Culture de plantes oléagineuses (sauf le soja)  

111120 Culture de plantes oléagineuses (sauf le soja) ÉU 

11113 Culture de pois et de haricots secs  

111130 Culture de pois et de haricots secs ÉU 

11114 Culture du blé 

111140 Culture du blé ÉU 

11115 Culture du maïs  

111150 Culture du maïs ÉU 

11116 Culture du riz  

111160 Culture du riz  

11119 Autres cultures céréalières  

111190 Autres cultures céréalières CAN

### Classification des douanes: le Système Harmonisé
Le Système harmonisé(SH) est une nomenclature internationale développée par l'Organisation mondiale des douanes pour classer les produits échangés au niveau international.

## Nomenclatures de catégories socio-professionnelles
Certaines nomenclatures identifiant des listes de professions ou catégories socio-professionnelles sont utilisées pour coder les professions ou élaborer et présenter des résultats d'enquête et d'études :
- en France :

La nomenclature des Professions et Catégories Socioprofessionnelles (PCS).
La nomenclature des Professions et Catégories Socioprofessionnelles des Emplois Salariés d’Entreprise (PCS-ESE)
Le ROME, Répertoire Opérationnel des Métiers et des Emplois
La nomenclature des Familles professionnelles (FAP) ;
- au Canada : Classification nationale des professions (CNP) du marché du travail canadien (2011) ;
- au niveau international : la Classification internationale type des professions (CITP) du BIT .